# Isacus Magni Pelecanus
Isacus Magni Pelecanus, född 1621 i Linköping, död 4 maj 1674 i Mjölby socken, var en svensk präst i Mjölby församling.

## Biografi
Isacus Magni Pelecanus föddes 1621 i Linköping Han var son till domprosten Magnus Haraldi Wallerstadius. Pelecanus blev 1640 student vid Uppsala universitet och filosofie magister 1649 vid Greifswalds universitet. Han blev 1651 rektor i Västervik. Pelecanus blev 26 februari 1653 kyrkoherde i Mjölby församling och tillträdde tjänsten 1 november samma år. Han avled 4 maj 1674 i Mjölby socken.
Pelecanus var gift med Gertrud Adamsdotter Menschever (död 1701). De fick tillsammans nio barn, bland dem sonen Magnus (född 1650).